# Tristania (groupe)
Pour les articles homonymes, voir Tristania.
Tristania était un groupe de metal gothique et symphonique norvégien, originaire de Stavanger. Leurs chansons traitent de sujets sentimentaux et de thèmes sombres incluant dépression, tristesse, suicide, amour, manques et colère.

## Biographie

### Débuts (1995–1997)
Tristania est fondé en 1995, lorsque Einar Moen (clavier) et Morten Veland (chant et guitare) décident de laisser leur projet Uzi Suicide de côté afin de monter leur propre groupe. Ils sont rapidement rejoints par Kenneth Olsson à la batterie, puis par Anders H. Hidle à la guitare et Rune Østerhus à la basse. Vibeke Stene, est recrutée en mai 1997 lors de l'enregistrement  de leur démo en studio. Elle ne devait à l'époque que participer à l'enregistrement mais le groupe trouvait que sa voix convenait parfaitement à leur style musical. Peu de temps après, le groupe signe un contrat avec le label Napalm Records. La démo sort donc en mini CD sous le nom de Tristania. Morten Veland se met donc à composer en vue de l'enregistrement d'un premier véritable album.

### Premières représentations (1998–1999)
En 1998 sort Widow's Weeds. Cet album est l'occasion de voir apparaître deux nouveaux membres au sein de Tristania : Østen Bergøy chante sur Angellore, (il rejoindra définitivement le groupe en 2001) et le violoniste Pete Johansen que l'on retrouvera sur les prochains albums.
Avant de sortir son second album, Tristania joue sur les premières parties de certains concerts, comme celui du groupe Lacrimosa en Belgique, et monte sur scène en compagnie de Haggard et Solefald.
En 1999 parait Beyond the Veil, album sur lequel contribue un autre chanteur : Jan Kenneth Barkved, du groupe Elusive (en). Considéré par les fans comme l'œuvre la plus aboutie, l'album et son single Angina apporte la notoriété au groupe. Tristania repart donc en tournée accompagnés de The Sins Of Thy Beloved et de Trail of Tears. Le groupe apparait aussi au Skeleton Skeletron Tour avec les groupes Tiamat et Anathema.

### Départ de Morten Veland (2000–2004)

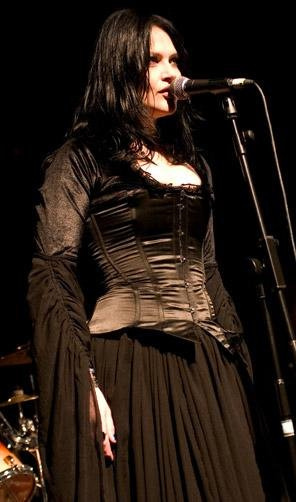
Vibeke Stene.

En 2000, le leader Morten Veland quitte le groupe pour « divergences musicales. » Il fonde alors le groupe Sirenia. Tristania, quant à lui, entre en studio en 2001 et fait paraître son troisième album World of Glass. Ronny Thorsen, de Trail of Tears, chante sur cet album, beaucoup plus agressif. Peu après, Kjetil Ingebrethsen, du groupe Blindfolded, remplace Morten Veland. Tristania passe ensuite quatre années sur les routes, notamment en participant au World of Glass Tour avec entre autres les Rotting Christ et Vintersorg, ce qui les mènera sur les scènes d'Europe mais aussi au Mexique, au Chili, au Brésil, et en Colombie.

### Nouveau départ (2005–2007)
L'album Ashes arrive en 2005, suivi par Illumination en 2007. L'époque « symphonique » ; Morten Veland est définitivement oubliée et le groupe change de registre. La chanteuse Vibeke Stene quitte le groupe le 27 février 2007 pour raisons personnelles. Elle est officiellement remplacée par l'italienne Mariangela « Mary » Demurtas le 19 octobre 2007.

### Rubicon(2008–2012)
Østerhus et Solvang quittent le groupe en 2008. Ole Vistnes rejoint le groupe à la basse, suivi de Gyri Losnegaard à la guitare. Le nouveau line-up avec Demurtas au chant fait ses débuts le 29 février 2008, dans un festival à Kiev, en Ukraine. Plus tard, Kenneth Olsson quitte le groupe et est remplacé par Tarald Lie ; Østen Bergøy, quant à lui, se sépare du groupe pour passer plus temps avec sa famille. Kjetil Nordhus est ajouté au line-up au chant clair. Le sixième album du groupe, Rubicon, est commercialisé le 25 août 2010.
Après leur participation Out of the Dark Festival le 2 octobre 2011, Lambda Team fait paraître un jeu gratuit sur PC avec Tristania, intitulé Tristania 3D. Le 15 décembre, le groupe confirme la sortie d'un nouvel album sur son site officiel pour fin mai 2013, intitulé Darkest White.

### Darkest White(depuis 2013)
La démo du septième album Darkest White est produite entre juin et septembre 2012. En janvier 2013, le groupe entre en studio afin d'y effectuer les derniers enregistrements de l'album, en moins d'un mois.
L'album est très bien accueilli, et souvent considéré par la presse spécialisée comme le « véritable retour » du groupe depuis le départ de Vibeke Stene en 2007. Sputnikmusic explique qu'avec Darkest White « ils se sont surpassés. » L'album est bien accueilli sur Metal Storm également.
Le 17 septembre 2022, le groupe annonce sa séparation définitive.

## Discographie

### Albums studio
- 1998 : Widow's Weeds
- 1999 : Beyond the Veil
- 2001 : World of Glass
- 2005 : Ashes
- 2007 : Illumination
- 2010 : Rubicon
- 2013 : Darkest White

### EP
- 1997 : Tristania

### Compilation et Live
- 2005 : Midwinter Tears / Angina

## Membres

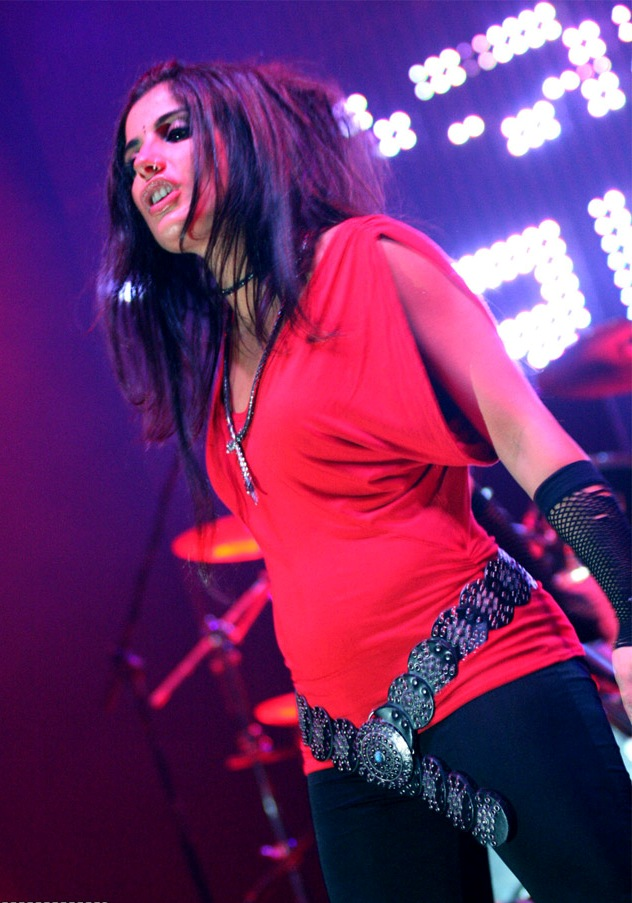
Mariangela Demurtas

### Membres actuels
- Mariangela Demurtas - chant féminin (depuis 2007)
- Kjetil Nordhus - chant clair (depuis 2010)
- Anders Høyvik Hidle - guitare, chant harsh (depuis 1996)
- Gyri Smørdal Losnegaard - guitare (depuis 2009)
- Ole Vistnes - basse, chœurs (depuis 2009)
- Einar Moen - synthétiseur, programmation (depuis 1996)
- Tarald Lie - batterie (depuis 2010)
- Pete Johansen - (membre de session) - violon sur les albums Widow's Weeds, Beyond the Veil, World of Glass, et Rubicon

### Anciens membres
- Morten Veland - guitare, chant harsh (1996-2000)
- Kjetil Ingebrigtsen - chant harsh (2002-2006)
- Vibeke Stene - chant féminin (1997-2007)
- Svein Terje Solvang - guitare (2005-2008)
- Rune Østerhus - basse (1996-2009)
- Østen Bergøy - chant clair (2001-2010)
- Kenneth Olsson - batterie (1996-2010)